# Pogadialekt
Pogadialekt lub para-romani – termin w systematyce języków romskich, zaproponowany przez francuskiego językoznawcę, prof. Marcela Courthiade w serii artykułów publikowanych począwszy od 1982 r. Pochodzi od słowa pogadi, będącego nazwą dialektu języka romskiego (ewentualnie angielskiego lub nazwą oddzielnego języka mieszanego), używanego przez brytyjskich Romów z grupy Romanichal.
Systematyka Marcela Courthiade została oparta na jego badaniach, dotyczących rozwoju historycznego izoglos w języku romskim. Courthiade skupił się na cechach dystynktywnych, odróżniających kolejne warstwy ekspansji terytorialnej i przyjął jako kryteria wyróżniające określone zmiany fonologiczne i gramatyczne. Odtworzył zatem metodą porównawczą strukturę wczesnego języka romskiego, odpowiadającą XII-wiecznym dialektom romskim obszaru Anatolii. Następnie podzielił współcześnie używane dialekty pod względem stopnia ich podobieństwa do owego prajęzyka na trzy warstwy, z których trzecia reprezentuje dialekty lingwistycznie najbardziej oddalone.
Pogadialekty stanowią niejako czwartą, dodatkową warstwę. Mianem tym Courthiade nazwał używane przez Romów dialekty rozmaitych języków, które łączą struktury gramatyczne tychże języków ze słownictwem o podłożu romskim lub mieszanym. Wykształciły się one na ogół w tych społecznościach, które w wyniku presji zewnętrznej były zmuszone do porzucenia języka romani.
Do pogadialektów (dialektów Para-romani) zalicza się:
- Angloromani – pogadialekt języka angielskiego, używany przez Romaniczalów;
- Calâo – pogadialekt języka portugalskiego, używany w Portugalii i jej byłych koloniach, głównie w Brazylii;
- Caló – pogadialekt języka hiszpańskiego, używany przez andaluzyjskich Romów zwanych Calé (rom. kale „czarni”) lub Gitanos;
- Kååle – pogadialekt języka walijskiego, używany przez grupę o tej samej nazwie (także od rom. kale „czarni”);
- Errumantxela – pogadialekt języka baskijskiego;
- Laiuse – pogadialekt języka estońskiego, wymarły podczas II wojny światowej;
- Lomavren – pogadialekt języka ormiańskiego, używany przez Lomów;
- Romanó – pogadialekt języka katalońskiego;
- Romsko-rumuński pogadialekt Bojaszy (nazwa własna Bojaša) oraz pokrewne grupy Rudarów (Rudari), Ludarów (Ludari), Lingurarów (Lingurari) oraz Zlatarów (Zlătari; Węgry, Rumunia, Bałkany, także Ameryka i Australia);
- Romsko-serbski (Serbia);
- Scandoromani – pogadialekt języków skandynawskich, używany przez społeczność Tattare.